# Trzy Chałupy (wieś)
Trzy Chałupy – wieś w Polsce, położony w województwie dolnośląskim, w powiecie oleśnickim, w gminie Twardogóra.
Wchodzi w skład sołectwa Olszówka.
Do 2024 r. miejscowość była przysiółkiem wsi Olszówka . W latach 1975–1998 przysiółek należał administracyjnie do województwa wrocławskiego.